# عراق العرب

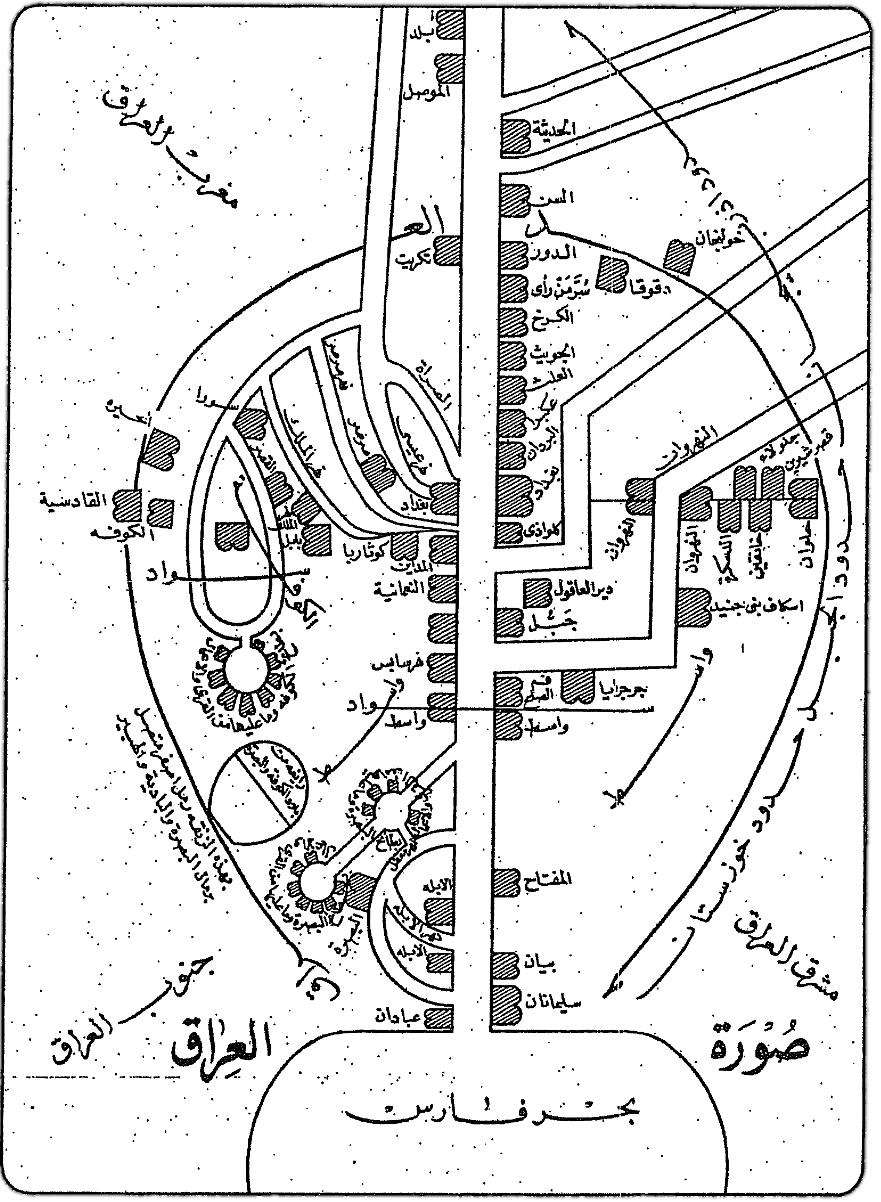
خارطة ابن حوقل يظهر فيها صورة العراق ويمتد من الموصل حتى سواحل الخليج قرب عبادان.

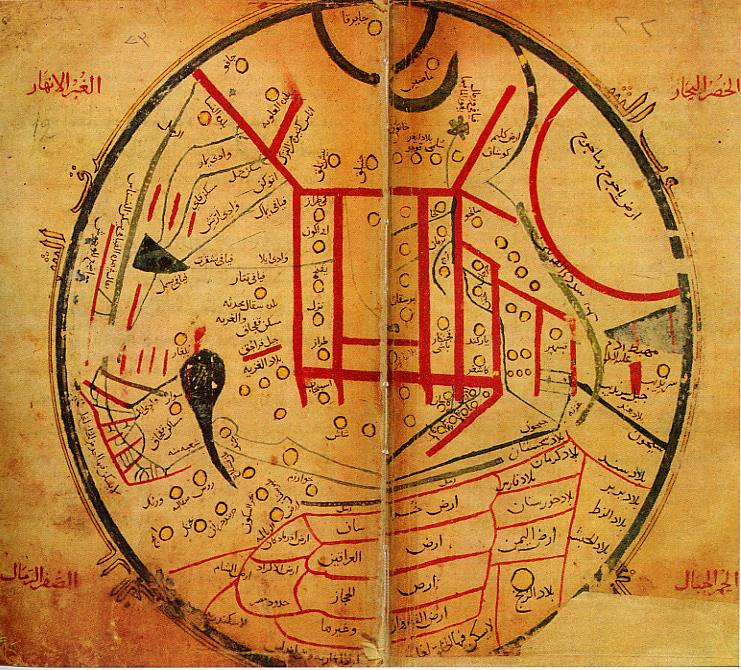
خارطة لمحمود الكاشغري يظهر فيها اسم أرض العراقين.

 عراق العرب أي الجزء العربي أو الطرف العربي هو مصطلح جغرافي أطلقه العرب بدايةً على المناطق الواقعة بين نهري دجلة والفرات التي يسكنها العرب من البصرة إلى الحيرة والكوفة والموصل المتصلة جغرافياً بالجزيرة العربية دون حدود فاصلة ويعتبره بعض الجغرافيين أحد اقاليم شمال الجزيرة العربية. 
وكانت يطلق تسميه (العراقان) على البصرة والكوفة أي الجزأين وهما المدينتان التي بناها العرب لتوطين أفراد الجيش وعائلاتهم، ولاحقا ومع توسع وبناء المستوطنات والمدن والبلدات العربيه شرق نهر الفرات، أصبح هذه المصطلح (عراق العرب) يشمل المناطق الواقعة بين دجله والفرات.
وحسب التقسيم الأموي والعباسي للأقاليم والولايات فقد كان عراق العرب يشمل إداريا الجزيرة الفراتية ومنطقة الموصل والرقة والرحبة.
وهو يشمل السهل الممتد مع انخفاض نهري دجلة والفرات، وفي أقصى إتساعه يمتد من ساحل الخليج العربي قرب عبادان إلى الموصل ويقع اليوم ضمن دوله الكويت وجمهورية العراق حالياً. وبعكس عراق العجم فإن غالب أراضي عراق العرب ذات طبيعة سهلية وحسب القاموس المحيط (معجم عربي-عربي للفيروزآبادي)، العراق: بلاد من عبادان إلى الموصل طولاً، ومن القادسية إلى حُلْوان عرضاً. وأضاف ابن عبد الحق البغدادي أن حديثة الموصل هي حدّ العراق من جهة الموصل.